# Théorie de la croissance économique
Les théories de la croissance économique sont l'ensemble des théories économiques visant à expliquer l'origine et les causes de la croissance économique. L'économie a proposé plusieurs modèles concurrents au cours de diverses vagues : aux modèles de croissance exogène ont succédé les modèles de croissance endogène.

## Concept
Une théorie de la croissance économique est un modèle économique qui permet de comprendre les causes de la croissance d'un système économique. Appliqués à des cas empiriques, ils doivent permettre de comprendre les déterminants de la croissance d'un pays, et donc, a contrario, pourquoi un autre pays n'a pas connu de croissance économique sur une période.

## Typologie

### Modèles de croissance exogène
Les premiers grands modèles économiques sont les modèles de croissance exogène. Ces modèles expliquent les mécanismes de la croissance de court et moyen terme, mais ne peuvent expliquer la croissance de long terme. Le plus célèbre de ces modèles est le modèle de Solow, qui tient l'augmentation du capital par habitant comme le principal facteur de croissance de court et moyen termes ; il soutient toutefois que toute économie atteint un état stationnaire de stagnation économique que seule l'innovation peut venir débloquer. Or, les équations du modèle de Solow n'expliquent pas d'où provient l'innovation. On dit alors que l'innovation est exogène au modèle. L'influence des facteurs monétaires sur la croissance a été également abordée à partir des travaux de James Tobin qui ont explicité de nouvelles causes de non-neutralité de la monnaie dans une économie en croissance . 

### Modèles de croissance endogène
Afin de dépasser les apories et les manques des modèles qui rendaient exogène la croissance de long terme, la science économique a développé à partir des années 1970 des théories de la croissance qui endogénéisent les facteurs de la croissance. Ces modèles, parmi lesquels le modèle de Barro ou le modèle de croissance schumpétérien, expliquent la croissance à partir de variables internes à l'économie, et non plus comme une sorte de « manne » tombée du ciel comme dans les modèles exogènes. Leur point commun est qu'ils relâchent l'hypothèse selon laquelle les rendements sont décroissants, en prenant en compte les externalités positives.

### Modèles unifiés de la croissance
Les modèles unifiés de la croissance sont les modèles qui visent à expliquer la croissance en synthétisant et trouvant des complémentarités entre tous les autres modèles de croissance. Ces modèles font parfois assimilés à des modèles de croissance endogènes, car la croissance est expliquée de l'intérieur du modèle.